# موشه میزراهی
موشه میزراهی (عبری: משה מזרחי‎؛ زادهٔ ۵ سپتامبر ۱۹۳۱ – درگذشتهٔ ۳ اوت ۲۰۱۸) یک کارگردان و فیلم‌نامه‌نویس اهل اسرائیل بود. وی بین سال‌های ۱۹۷۰ تا ۱۹۸۶ میلادی فعالیت می‌کرد.
سه فیلم به کارگردانی او تاکنون نامزدِ دریافت جایزه اسکار بهترین فیلم خارجی‌زبان بوده‌اند که از آن میان، فیلم «مارام رُزا» در سال ۱۹۷۷ میلادی، برندهٔ این جایزه شد.
در سپتامبر ۱۹۹۴ میلادی، «جشنوارهٔ بین‌المللی فیلم حیفا» بابت «یک عمر فعالیت هنری» از او قدردانی بعمل آورد.
او و همسرش در «دانشکدهٔ سینما» در دانشگاه تل‌آویو تدریس می‌کنند.